# Lake Barombi Koto
Lake Barombi Koto är en sjö i Kamerun.   Den ligger i regionen Sydvästra regionen, i den västra delen av landet, 260 km väster om huvudstaden Yaoundé. Lake Barombi Koto ligger 100 meter över havet. Arean är 1,1 kvadratkilometer. I omgivningarna runt Lake Barombi Koto växer i huvudsak städsegrön lövskog. Den sträcker sig 1,5 kilometer i nord-sydlig riktning, och 1,4 kilometer i öst-västlig riktning.